# Caulastraea
Caulastraea is een geslacht van steenkoralen uit de familie Merulinidae. De wetenschappelijke naam van het geslacht werd in 1846 voor het eerst voorgesteld door James Dwight Dana.

## Soorten
- Caulastraea connata (Ortmann, 1892)
- Caulastraea curvata Wijsman-Best, 1972
- Caulastraea echinulata (Milne Edwards & Haime, 1849)
- Caulastraea furcata Dana, 1846
- Caulastraea tumida Matthai, 1928